# Panagiotis G. Orfanidis
Panagiotis G. Orfanidis (Trebisonda, Turquia, 1900 - Reus, 1993) va ser un comerciant català.
De família grega en territori turc, la Guerra dels Balcans va afectar l'economia familiar, i després la Primera Guerra Mundial va obligar els Orfanidis a emigrar a Odessa, en aquell moment territori de Rússia, i d'allà a Atenes. Després d'uns anys cursant estudis superiors a l'Institut Americà d'Atenes, i quan va morir el seu pare, Panagiotis Orfanidis va haver d'emigrar cap a Montevideo, on treballà en un escorxador. Més endavant va entrar a la secció de llengües estrangeres a la Companyia Telefònica de Buenos Aires. Uns exportadors de fruita seca radicats a Hamburg, els Pissani, i amb interessos a l'Argentina, assabentats del seu domini de les llengües, el van contractar i el van enviar a l'estat espanyol a fer-se càrrec de la empresa d'exportació que acabaven d'obrir a Reus el 1928. Va venir acompanyat d'Hermann Rauscher, un alemany d'Hamburg, que tenia el càrrec de gerent a l'empresa mare. Ràpidament es va integrar a la societat reusenca, es vinculà a les entitats locals, va figurar en diferents juntes del Reus Deportiu i de la societat El Círcol. Investigat en la postguerra, va quedar lliure de càrrecs polítics. Tenia molt bona cultura musical, i el 1952, en converses amb antics membres de l'Associació de Concerts, va convocar un petit grup d'amics per tal de reorganitzar l'Associació. Amb una dedicació constant, va aconseguir activar-la el 1954, i en menys d'un any l'Associació de Concerts tenia més de 900 socis, tants com la capacitat del Teatre Fortuny, lloc on se celebraven els concerts que promovia aquesta Associació. Gràcies a les seves gestions, els membres de l'Associació de Concerts van poder gaudir del jove i conegut director Pierino Gamba, del violinista Campoli, del pianista i director d'orquestra José Iturbi, i de les principals agrupacions simfòniques estatals i europees.
Panagiotis Orfanidis escrivia i parlava grec, turc, anglès, castellà i català, i parlava acceptablement el francès i el rus.